# Watanabe Jōtarō

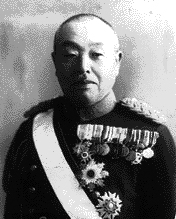
General Watanabe Jōtarō

Watanabe Jōtarō (jap. 渡辺 錠太郎; * 16. April 1874 in Komaki, Präfektur Aichi; † 26. Februar 1936) war ein japanischer General der Kaiserlich Japanischen Armee.

## Leben

### Ausbildung zum Offizier und Stabsoffizier
Watanabe Jōtarō begann im Juli 1895 eine Offiziersausbildung an der Heeresoffizierschule (Rikugun Shikan Gakkō), die er im Juni 1897 abschloss. Danach trat er in das 19. Infanterieregiment ein und wurde im November 1899 zum Leutnant befördert. Im Dezember 1900 begann er seine weitere Ausbildung an der Heereshochschule (Rikugun Daigakkō) und wurde nach deren Abschluss im Dezember 1903 zum Hauptmann befördert sowie zum Kompaniechef im 36. Infanterieregiment ernannt. Mit diesem nahm er ab Juli 1904 in der Mandschurei am Russisch-Japanischen Krieg teil und wurde dort im September 1904 verwundet. Im Oktober 1904 wurde er in eine Stabsabteilung des Kaiserlichen Großen Hauptquartiers (Daihon’ei) versetzt und danach im September 1905 Adjutant von General Yamagata Aritomo, der zunächst Chef des Generalstabes sowie im Dezember 1905 Vorsitzender des Geheimen Kronrates (Sūmitsu-in) wurde. Danach war er 1906 Mitarbeiter im Militärattachéstab an der Gesandtschaft in China sowie 1907 Mitarbeiter im Militärattachéstab an der Gesandtschaft im Deutschen Kaiserreich, wo er im Oktober 1908 zum Major befördert wurde.
Nach seiner Rückkehr im Juni 1909 wurde Watanabe Jōtarō Offizier im Generalstab und erhielt dort am 15. Januar 1913 seine Beförderung zum Oberstleutnant. Als solcher war er zwischen dem 15. Februar 1915 und dem 2. Mai 1916 Offizier im 3. Infanterieregiment sowie anschließend vom 2. Mai 1915 bis zum 12. Oktober 1917 Chef der Sektion 10 (Auswärtige Militärgeschichte) der Abteilung 4 des Generalstabes und wurde dort am 14. Juli 1916 zum Oberst befördert. Danach fungierte er zwischen dem 12. Oktober 1917 und September 1919 als Militärattaché an der Gesandtschaft in den Niederlanden und war nach seiner Rückkehr zwischen September 1919 und dem 10. August 1920 abermals Offizier im Generalstab.

### Aufstieg zum General

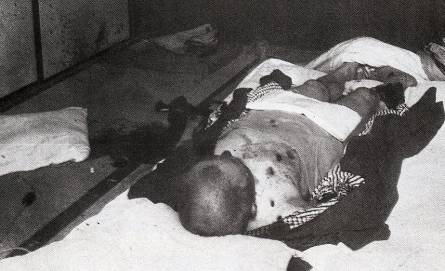
Leichnam des beim Putschversuch in Japan vom 26. Februar 1936 getöteten General Watanabe Jōtarō

Nach seiner Beförderung zum Generalmajor am 10. August 1920 war Watanabe Jōtarō vom 10. September 1922 bis zum 26. Juni 1922 Kommandeur der 29. Infanteriebrigade sowie im Anschluss zwischen dem 26. Juni 1922 und dem 1. Mai 1925 Leiter der Abteilung 4 des Generalstabes. Danach übernahm er nach seiner Beförderung zum Generalleutnant am 1. Mai 1925 von Generalleutnant Kameda Wada den Posten als Kommandant der Heereshochschule, den er bis zu seiner Ablösung durch Generalleutnant Kanzō Nanzō am 2. März 1926. Daraufhin übernahm er von Generalleutnant Kunischi Gonana am 2. März 1926 den Posten als Kommandeur der 7. Division (Dai-nana Shidan), den er bis zu seiner Ablösung durch Generalleutnant Arai Kametaro am 14. März 1929 innehatte. Im Anschluss war er zwischen dem 14. März 1929 und dem 2. Juni 1930 Kommandeur der Kaiserlich Japanischen Heeresluftstreitkräfte (Teikoku Rikugun Kōkūtai) sowie vom 3. Juni 1930 bis zum 1. August 1931 Oberkommandierender des Militärbezirks Taiwan und damit Oberbefehlshaber der dortigen japanischen Besatzungstruppen.
Nach seiner Beförderung zum General am 1. August 1931 wurde Watanabe Jōtarō abermals Kommandeur der Kaiserlich Japanischen Heeresluftstreitkräfte und behielt diese bis zu seiner Ablösung durch General Sugiyama Hajime am 18. März 1933. Zugleich gehörte er zwischen dem 1. August 1931 und dem 26. Juni 1936 dem Obersten Kriegsrat (Gunji Sangiin) als Mitglied an. Zuletzt übernahm er am 16. Juli 1935 darüber hinaus den Posten als Generalinspekteur für militärische Ausbildung, den er ebenfalls bis zum 26. Februar 1936 innehatte. Beim Putschversuch in Japan vom 26. Februar 1936 wurde er als Führer der sogenannten Tōsei-ha, einer Gruppierung innerhalb der japanischen Armee und Marine in den 1920er und 1930er Jahren, die sich als gemäßigte Opposition zur extremen Kōdō-ha verstand, zusammen mit dem ehemaligen Premierminister Saitō Makoto sowie Finanzminister Takahashi Korekiyo  getötet.

## Weblink
- Eintrag in Generals.dk

| Personendaten    | Personendaten                                        |
| ---------------- | ---------------------------------------------------- |
| NAME             | Watanabe, Jōtarō                                     |
| ALTERNATIVNAMEN  | 渡辺 錠太郎 (japanisch)                              |
| KURZBESCHREIBUNG | japanischer General der Kaiserlich Japanischen Armee |
| GEBURTSDATUM     | 16. April 1874                                       |
| GEBURTSORT       | Komaki, Präfektur Aichi                              |
| STERBEDATUM      | 26. Februar 1936                                     |